# Eduardo Francisco Pironio
Dom Eduardo Francisco Pironio (Nueve de Julio, 3 de dezembro de 1920 — Vaticano, 5 de fevereiro de 1998) foi um prelado argentino da Igreja Católica, que serviu como bispo na Argentina, presidente do CELAM e em várias funções na Cúria, sendo a última como Presidente do Pontifício Conselho para os Leigos e cardeal-bispo de Sabina-Poggio Mirteto. É beato da Igreja Católica.

## Primeiros anos
Ele era o mais novo dos vinte e dois filhos de José Pironio e Enriqueta Rosa Butazzoni, uma família de classe média imigrante originária de Friuli, Itália. Eduardo fez os estudos iniciais na escola primária de Nueve de Julio; depois, estudou no Seminário de San José, La Plata (filosofia e teologia); e mais tarde, no Pontifício Angelicum Athenaeum, Roma (licenciatura em teologia).
Ordenado sacerdote em 5 de dezembro de 1943, basílica de Nossa Senhora de Luján, por Annunziato Serafini, bispo de Mercedes. Membro do corpo docente do Seminário Pio XII, Mercedes, 1944-1959; vigário geral da diocese de Mercedes, 1959-1960. Reitor do Seminário Metropolitano de Villa Devoto, Buenos Aires, 1960-1964. Visitador apostólico nas Universidades Católicas da Argentina, 1960. Membro do corpo docente e reitor da faculdade de teologia da Pontifícia Universidade Católica da Argentina, Buenos Aires, 1960-1964. Participou do Concílio Vaticano II, 1962-1964, como especialista.

## Episcopado
Eleito bispo titular de Ceciri e nomeado auxiliar de La Plata em 24 de março de 1964. Consagrado em 31 de maio seguinte, em Luján, por Antonio José Plaza, arcebispo de La Plata, assistido por Antonio Quarracino, bispo de Nueve de Julio, e por Luis Juan Tomé, bispo de Mercedes. Já como bispo, participou do Concílio Vaticano II, 1964-1965. Administrador apostólico da diocese de Avellaneda, 1967. Secretário-geral do Conselho Episcopal Latino-Americano (CELAM), 1967-1972.
Bispo Pironio participou da Primeira Assembleia Ordinária do Sínodo dos Bispos, 1967, da Primeira Assembleia Extraordinária do Sínodo dos Bispos, 1969, e da Segunda Assembleia Ordinária do Sínodo dos Bispos, 1971; as três foram realizadas no Vaticano. Participou da Segunda Conferência Geral do Episcopado Latino-Americano, 1968, Medellín, como seu secretário-geral. Presidente do Conselho Episcopal Latino-Americano, 1972-1974; confirmado, 1974-1975.
Transferido para a sé de Mar del Plata, 19 de abril de 1972. Pregou os exercícios espirituais para o papa e a Cúria Romana, Quaresma de 1974. Participou da Terceira Assembleia Ordinária do Sínodo dos Bispos, 1974, como relator e membro de seu secretariado geral. Promovido a arcebispo titular de Tiges e nomeado pró-prefeito da Sagrada Congregação para Institutos Religiosos e Seculares, 20 de setembro de 1975.

## Cardinalato
Criado cardeal-diácono no consistório de 24 de maio de 1976; recebeu o barrete vermelho e a diaconia de Ss. Cosma e Damiano na mesma data. Prefeito da Sagrada Congregação para Institutos Religiosos e Seculares, 29 de maio de 1976. Participou da Quarta Assembleia Ordinária do Sínodo dos Bispos, 1977. Participou do conclave de agosto de 1978, que elegeu o Papa João Paulo I, e do conclave de outubro de 1978, que elegeu o Papa João Paulo II. Participou da Terceira Conferência Geral do Episcopado Latino-Americano, Puebla, 1979; da Primeira Assembleia Plenária do Sagrado Colégio dos Cardeais, 1979; da Quinta Assembleia Ordinária do Sínodo dos Bispos, 1980; e da Sexta Assembleia Ordinária do Sínodo dos Bispos, 1983.
Dom Pironio renunciou à prefeitura em 8 de abril de 1984. Nomeado presidente do Pontifício Conselho para os Leigos em 8 de abril de 1984. Nomeado presidente da Pontifícia Comissão para a Pastoral dos Agentes de Saúde em 16 de fevereiro de 1985. Participou da Segunda Assembleia Extraordinária do Sínodo dos Bispos, 1985. Optou pela ordem dos cardeais-presbíteros e sua diaconia foi elevada, pro illa vice, a título, em 22 de junho de 1987. Participou da Sétima Assembleia Ordinária do Sínodo dos Bispos, 1987, como um de seus três presidentes delegados. Renunciou à presidência da comissão em 1º de março de 1989. Participou da Oitava Assembleia Ordinária do Sínodo dos Bispos, 1990; da Assembleia Especial para a Europa do Sínodo dos Bispos, 1991; da Quarta Conferência Geral do Episcopado Latino-Americano, Santo Domingo, 1992. Enviado papal especial ao 5º Congresso Mariano Nacional, Ibarra, 1992. Em 1994, participou da Assembleia Especial para a África do Sínodo dos Bispos e da Nona Assembleia Ordinária do Sínodo dos Bispos. João Paulo II o nomeou bispo do título da sé suburbicária de Sabina-Poggio Mirteto, em 11 de julho de 1995. Renunciou à presidência do Conselho para os Leigos, em 20 de agosto de 1996. Participou da Assembleia Especial para a América do Sínodo dos Bispos, 1997. Foi o primeiro religioso da América Latina a ocupar um cargo na Cúria Romana e um dos fundadores da teologia baseada na doutrina social da Igreja.
O cardeal Eduardo Francisco Pironio faleceu na quinta-feira, 5 de fevereiro de 1998, de câncer ósseo, na Cidade do Vaticano. No sábado, 7 de fevereiro, no altar da cadeira da Basílica de São Pedro, o Papa João Paulo II presidiu a missa fúnebre e fez a homilia; vinte e sete cardeais concelebraram com o papa. Os restos mortais do cardeal Pironio foram transferidos para Buenos Aires em 11 de fevereiro de 1998 e expostos na catedral metropolitana. O funeral ocorreu no dia seguinte, na catedral; sepultado no dia 13, ma basílica de Nossa Senhora de Luján, no altar lateral esquerdo, onde o falecido cardeal Pironio havia sido ordenado sacerdote e bispo. Um cenotáfio em sua memória foi erguido sobre a abóbada do clero no cemitério de Percoto, vila onde seus pais nasceram.

## Beatificação
A abertura da fase diocesana do processo da causa de canonização do cardeal ocorreu em 23 de junho de 2006, na Sala Conciliazione, palácio apostólico de Latrão, e foi presidida pelo cardeal Camillo Ruini, vigário geral de Sua Santidade para a diocese de Roma, sendo assim reconhecido como Servo de Deus. A abertura da fase diocesana ocorreu em Roma porque é a diocese onde o cardeal viveu seus últimos anos e onde morreu. Pironio foi fundamental na organização das Jornadas Mundiais da Juventude. O Tribunal Arquidiocesano de Buenos Aires iniciou a fase argentina do processo de beatificação em 22 de fevereiro de 2007; os testemunhos foram colhidos na Argentina, Espanha e Colômbia. Em março de 2018, um centro cultural foi estabelecido na casa onde ele nasceu. Em 18 de fevereiro de 2022, o Papa Francisco autorizou a Congregação para as Causas dos Santos a promulgar o decreto referente às suas virtudes heroicas, pelas quais a Igreja o considerou Venerável.
O Papa Francisco reconheceu o milagre atribuído à sua intercessão em audiência de 8 de novembro de 2023, concedida ao cardeal Marcello Semeraro, prefeito do Dicastério das Causas dos Santos. Cardeal Pironio foi beatificado em 16 de dezembro de 2023, em cerimônia realizada em frente da Basílica de Luján, presidida pelo cardeal Fernando Vérgez Alzaga, enviado especial do Papa Francisco e ex-secretário de Pironio. No dia seguinte, em Roma, o cardeal argentino Leonardo Sandri celebrou uma missa na Igreja de Nossa Senhora das Dores para celebrar também a beatificação de Pironio.